# SnagIt
Snagit — утилита для захвата изображений, выводимых на монитор компьютера, снятия скриншотов; доступная для устройств, работающих под операционными системами Windows и macOS. Приложение разработано компанией TechSmith, которая также распространяет программу Camtasia Studio, и была образована в 1990 году.

## Возможности программы
- Захват графических изображений, текста, видео и веб-страниц (в том числе требующих прокрутки).
- Захват текста и изображений окон программ, объектов и меню.
- Захват картинок из приложений, использующих DirectX, DirectDraw и Direct3D.
- Захват текста и графики из файлов, экрана DOS, буфера обмена.
- Извлечение иконок и другой графики из файлов форматов EXE и DLL.
- Получение изображения со сканеров и фото- и видеокамер.
- Захват информации по горячей клавише и по таймеру.
- Автоматическое применение к захваченному изображению, тексту и видео фильтров.
- Перехват изображений и текста, выводимых на принтер — путём создания виртуального принтера.
- Вывод захваченной информации в файл, буфер обмена, на FTP, отправка её по электронной почте, на принтер, а также передача её для обработки другой программе.
- Возможность редактировать захваченные изображения перед сохранением во встроенном редакторе.
- Возможность использования предустановок с настройками захвата и сохранения информации.
- В десятой версии появилась возможность использования разных способов захвата в одной функции «All-In-One» — окно, объект или прокручивающаяся область.
- Хоть изначально программа создавалась не для этого, но все же может использоваться как пакетный конвертер изображений, поскольку поддерживает более 20 форматов.